# Volker Jakobitz
Volker Jakobitz (* 11. September 1943 in Brieske-Grube Marga; † 13. Juli 2016 in Schwandorf) war ein deutscher Kaufmann.

## Leben
Jakobitz, Sohn eines Bergmanns, besuchte die Volksschule in Hausen am Hohen Meißner und in Wackersdorf, das Abitur legte er auf dem Gymnasium Schwandorf ab. Nach seiner Zeit im Wehrdienst war er Stammhauslehrling bei Siemens, diese Lehre schloss er als Industrie-Kaufmann ab. Er studierte anschließend Betriebswirtschaftslehre an der Universität Regensburg, das Studium schloss er als Diplom-Kaufmann ab. 1972 wurde er Geschäftsführer und Gesellschafter des Textilhauses Wolfrum in Schwandorf, das er mit seiner Ehefrau rund vierzig Jahre lang leitete. Von 1972 an war er im Landesverband des Bayerischen Einzelhandels ehrenamtlich tätig, 1995 wurde er deren Präsident. 1974 wählte man ihn in die Vollversammlung der IHK Regensburg, 1990 zum Vizepräsidenten und Vorsitzenden des Handelsausschusses. 1995 wurde er Mitglied des Präsidiums, 1998 Vizepräsident des Hauptverbandes des Deutschen Einzelhandels, außerdem gehörte er den Vorständen des Bildungszentrums des Bayerischen Handels und der Glasversicherung des Bayerischen Einzelhandels sowie den Verwaltungsräten der Sparkasse Schwandorf und der Kreditgemeinschaft des Bayerischen Handels an. Von 1998 bis zur Auflösung war Jakobitz für knapp zwei Jahre Mitglied des Bayerischen Senats. 2001 schied er aus dem Amt des Präsidenten des Bayerischen Handelsverbandes aus, seitdem war er Ehrenpräsident. 2005 legte er auch den Vorsitz im Handelsausschuss nieder. Dazu saß er im Vorstand der Rid-Stiftung und war in Vereinen und im Lions Club aktiv.
Am 11. Juli 2016 starb Jakobitz nach kurzer Krankheit an den Folgen einer Tumorerkrankung.

## Auszeichnungen
Jakobitz wurde 1993 erstmals mit dem Bundesverdienstkreuz am Bande geehrt, 2000 folgte das Verdienstkreuz 1. Klasse. Der Bayerische Verdienstorden wurde ihm am 9. Juli 2009 verliehen. Darüber hinaus war er Träger des Goldenen Ehrenringes der IHK Regensburg.